# Botswana i olympiska sommarspelen 1992
Botswana deltog i de olympiska sommarspelen 1992 med en trupp bestående av sex deltagare, men ingen av landets deltagare erövrade någon medalj.

## Boxning
Lätt tungvikt
- France Mabiletsa
  - Förlorade mot Montell Griffin (USA), 4:10

## Friidrott
Herrarnas 400 meter
- Camera Ntereke

Herrarnas 800 meter
- Mbiganyi Thee

Herrarnas 1 500 meter
- Bobby Gaseitsiwe

Herrarnas 5 000 meter
- Zachariah Ditetso
  - Heat — 13:54,88 (→ gick inte vidare)

Herrarnas maraton
- Benjamin Keleketu — 2:45,57 (→ 83:e plats)